# مسجد بشتاك الناصري
مسجد بشتاك بناه الأمير بشتاك الناصري على الشاطئ الشرقي للخليج المصري عند الحافة الغربية لبركة الفيل سنة 737هـ/1337م، وأنشأ ساباط (طريق علوي) ربط بين الجامع والخانقاه التي أنشأها على شاطئ الخليج سنة 1336. وكانت بركة الفيل تقع خارج باب زويلة بين القاهرة وفسطاط مصر وكانت منطقة خالية من المباني. وسبب تسميتها بركة الفيل يرجع إلى أن خماروية بن أحمد بن طولون أنشأ على حافة البركة من الناحية الجنوبية الشرقية عند شارع نور الظلام حالياً بيتاً للفيلة وكان الأهالي يقصدون البركة للنزهة والتفرج على الفيلة فعرفت بهذا الاسم. الجامع كائن حاليا بدرب الجماميز في مواجهة المدرسة الخديوية بالسيدة زينب.

## المنشئ
الأمير بشتاك الناصري هو من أمراء الناصر محمد بن قلاوون. اشتراه الناصر وهو صغير وعهد بتربيته إلى الأمير قوصون الساقي وكان له حظوة كبيرة عند الناصر. تقلب في عدة وظائف بالقصر السلطاني منها أمير شكار، وكاتب السر. بعد وفاة الناصر محمد تولى أبنه المنصور أبو بكر السلطنة سنة 1341م فقبض على الأمير بشتاك وسجنه بالإسكندرية وقتل في نفس السنة ودفن بها. وفي سنة 748هـ/1347م نقلت جثته إلى القاهرة ودفن في مسجد سلار وسنجر الجاولي. وقد تخربت الخانقاه وزالت وتبقى من الجامع بعض عناصره المعمارية والزخرفية الأصلية تم الاحتفاظ بها عند تجديده وتنحصر في المدخل الرئيسي الداخلي والمئذنة وتدل على أنه كان جامعاً كبيراً غني بالزخارف والعناصر المعمارية.

## الوصف
تقع الواجهة الرئيسية الغربية وبها الباب الجديد على شارع درب الجماميز، ويؤدى هذا الباب إلى الباب القديم وهو باب هائل مبنى بالحجر يكتنفه عمودان من الرخام وعلى جانبيه صفتان تعلوهما مقرنصات وسقف المدخل من الحجر به مقرنصات ساقطة. الجامع من الداخل جديد مكون من ستة أروقة في وسطها منور والمحراب من الرخام. المئذنة أصلية ما عدا دورتها الثالثة العلوية التي ربما تكون مبنيه سنة 1861. والمئذنة مبنية بالحجر غنية بالزخارف والكتابات.